# Теорема о запрете клонирования
Теоре́ма о запре́те клони́рования — утверждение квантовой теории о невозможности создания идеальной копии произвольного неизвестного квантового состояния. Теорема была сформулирована Вуттерсом, Зуреком и Диэксом в 1982 году и имела огромное значение в области квантовых вычислений, квантовой теории информации и смежных областях.
Состояние одной квантовой системы может быть запутанным с состоянием другой системы. Например, создать запутанное состояние двух кубитов можно с помощью однокубитного преобразования Адамара и двухкубитного квантового вентиля C-NOT. Результатом такой операции не будет клонирование, поскольку результирующее состояние нельзя описать на языке состояний подсистем (состояние является нефакторизуемым). Клонирование — это такая операция, в результате которой создается состояние, являющееся тензорным произведением идентичных состояний подсистем.

## Доказательство
Пусть мы хотим создать копию системы A, которая находится в состоянии {\displaystyle |\psi \rangle _{A}} (см. обозначения Дирака). Для этого возьмем систему B с тем же самым гильбертовым пространством, находящуюся в начальном состоянии {\displaystyle |e\rangle _{B}}. Начальное состояние, конечно, не должно зависеть от состояния {\displaystyle |\psi \rangle _{A}}, поскольку это состояние нам неизвестно. Составная система A + B описывается тензорным произведением состояний подсистем:
{\displaystyle |\psi \rangle _{A}\otimes |e\rangle _{B}\equiv |\psi \rangle _{A}|e\rangle _{B}.}
С составной системой можно произвести два различных действия.
1. Мы можем измерить её состояние, что приведет к необратимому переходу системы в одно из собственных состояний измеряемой наблюдаемой и к (частичной) потере информации об исходном состоянии системы A. Очевидно, такой сценарий нам не подходит.
2. Другая возможность заключается в применении унитарного преобразования U, должным образом «настраивая» гамильтониан системы. Оператор U будет клонировать состояние системы, если

{\displaystyle U|\psi \rangle _{A}|e\rangle _{B}=|\psi \rangle _{A}|\psi \rangle _{B}}
и {\displaystyle U|\phi \rangle _{A}|e\rangle _{B}=|\phi \rangle _{A}|\phi \rangle _{B}}
для всех {\displaystyle |\phi \rangle } и {\displaystyle |\psi \rangle .}
Согласно определению унитарного оператора, U сохраняет скалярное произведение:
{\displaystyle \langle e|_{B}\langle \phi |_{A}U^{\dagger }U|\psi \rangle _{A}|e\rangle _{B}=\langle \phi |_{B}\langle \phi |_{A}|\psi \rangle _{A}|\psi \rangle _{B},}
то есть
{\displaystyle \langle \phi |\psi \rangle =\langle \phi |\psi \rangle ^{2}.}
Из этого следует, что либо {\displaystyle |\phi \rangle =|\psi \rangle ,} либо состояния {\displaystyle |\phi \rangle } и {\displaystyle |\psi \rangle } ортогональны (что в общем случае, конечно, неверно). Таким образом, операция U не может клонировать произвольное квантовое состояние.
Теорема о запрете клонирования доказана.

## Неточное копирование
Хотя создание точных копий неизвестного квантового состояния невозможно, можно тиражировать его неточные копии. Для этого нужно привести исходную систему во взаимодействие с большей вспомогательной системой и провести специальное унитарное преобразование комбинированной системы, в результате которого несколько компонентов большей системы станут приблизительными копиями исходной. Такой процесс может быть использован для атаки на квантовые криптографические системы, а также для других целей в квантовых вычислениях.